# När gräset blir grönt
När gräset blir grönt är ett musikalbum från 1988 med Uppsalakören Allmänna Sången. Dirigent är Robert Sund.

## Låtlista
1. Now is the month of maying (Thomas Morley)
2. The slow spring (John Hoeby)
3. Este (Zoltán Kodály)
4. Psalmo Brasileiro (Jean Berger)
5. Belle et ressemblante ur Sept Chansons (Francis Poulenc)
6. Marie ur Sept Chansons (Francis Poulenc)
7. Nachtwache Nr 1 (Johannes Brahms)
8. Nachtwache Nr 2 (Johannes Brahms)
9. Snabbt jagar stormen (Sven-Eric Johanson)
10. Det är vackrast när det skymmer (Kaj-Erik Gustafsson)
11. Som ett blommande mandelträd (Hildor Lundvik)
12. När gräset blir grönt (Robert Sund)
13. Hallelujah! (Vincent Youmans)